# 神岡町立吉田小学校
神岡町立吉田小学校 （かみおかちょうりつ よしだしょうがっこう）は、かつて岐阜県吉城郡神岡町（現・飛騨市）に存在した公立小学校。

## 概要
- 旧・吉城郡阿曽布村の小学校であり、吉田、小萱、丸山、野首、阿曽保などが校区であった。
- 1971年、神岡東小学校に統合され廃校されたが、1973年に神岡東小学校の新築移転まで、神岡東小学校吉田分教室として校舎は使用された。

## 沿革
- 1874年（明治7年） - 
  - 吉田村に吉田小学校が開校。校区は吉田村、小萱村。
  - 　東雲村に東雲学校が開校。校区は東雲村、丸山村、野首村、阿曽保村、釜崎村。
- 1875年（明治8年）7月1日 - 吉城郡高原郷が下高原郷と上高原郷とに分立。そのうち下高原郷49か村[注釈 3]が合併し神岡村が成立。
- 1880年頃 - 東雲学校が廃校。児童は船津小学校に転入する。
- 1885年（明治18年） - 吉田簡易科小学校に改称する。
- 1889年（明治22年） - 神岡村が分割され、釜崎・吉田・東雲・小萱・丸山・野首・阿曽保・数河・石神・麻生野・殿・和佐保・伊西・森茂・岩井谷・下之本・瀬戸・和佐府・打保で阿曽布村が発足。
- 1890年（明治23年） - 吉田尋常小学校に改称する。
- 1891年（明治24年） - 東雲・丸山・野首・阿曽保・釜崎の児童が船津第一尋常小学校から吉田尋常小学校に移る。
- 1910年（明治43年） - 東雲・阿曽保の児童が麻生野尋常高等小学校に移る。
- 1911年（明治44年） - 丸山・野首の児童が麻生野尋常高等小学校に移る。
- 1919年（大正8年） - 東雲・丸山・野首・阿曽保の児童が、麻生野尋常高等小学校から吉田尋常小学校に移る。
- 1941年（昭和16年）4月1日 - 吉田国民学校に改称する。
- 1947年（昭和22年）4月1日 - 阿曽布村立吉田小学校に改称する。
- 1950年（昭和25年）6月10日 - 船津町、阿曽布村、袖川村が合併し、神岡町が発足。同時に神岡町立吉田小学校に改称する。校区が変更され、吉田小学校の校区の一部[注釈 4]が船津小学校校区へ移る。
- 1971年（昭和46年）3月 - 神岡東小学校に統合され廃校。